# Fisher & Paykel
Fisher & Paykel Appliances Limited est une entreprise americano-néo-zélandaise productrice d'électroménager. Elle faisait partie de l'indice NZSX50, indice principale de la bourse de Nouvelle-Zélande, le New Zealand Exchange.

## Historique
Fondée en 2001 et basée dans la banlieue d'Auckland, l'entreprise est à l'origine spécialisée dans l'électroménager et l'import de réfrigérateurs pour particuliers. 
Puis elle s'est divisée en plusieurs branches: Fisher & Paykel Industries, Fisher & Paykel Appliances et Fisher & Paykel Healthcare.
En novembre 2012, Haier acquiert une participation de 90 % dans Fisher & Paykel pour $927 millions de dollars néo-zélandais soit l'équivalent de 766 millions de dollars américains, avant d'acquérir les participations minoritaires restantes,.

## Sites de production
En Avril 2016, l'entreprise ferme son usine située à East Tamaki (Auckland) qui produisait des réfrigérateurs, la production est transférée en Chine et en Thaïlande. 186 Emplois sont supprimés.